# Giovanni Marro
Giovanni Marro (Limone Piemonte, 29 maggio 1875 – Torino, 20 luglio 1952) è stato un medico, antropologo e politico italiano.

## Biografia
Laureatosi in medicina e chirurgia presso l'Università degli Studi di Torino, si specializzò in psichiatria integrandola con ricerche di antropologia fisica.  
Nel 1923 gli venne affidato l'incarico di insegnamento dell'antropologia generale, che nel 1940 divenne la cattedra di antropologia. Iniziò a lavorare nell'ospedale psichiatrico di Collegno, per poi divenire il direttore del Laboratorio di anatomia annesso all'ex manicomio nel 1938.  

### Attività scientifica

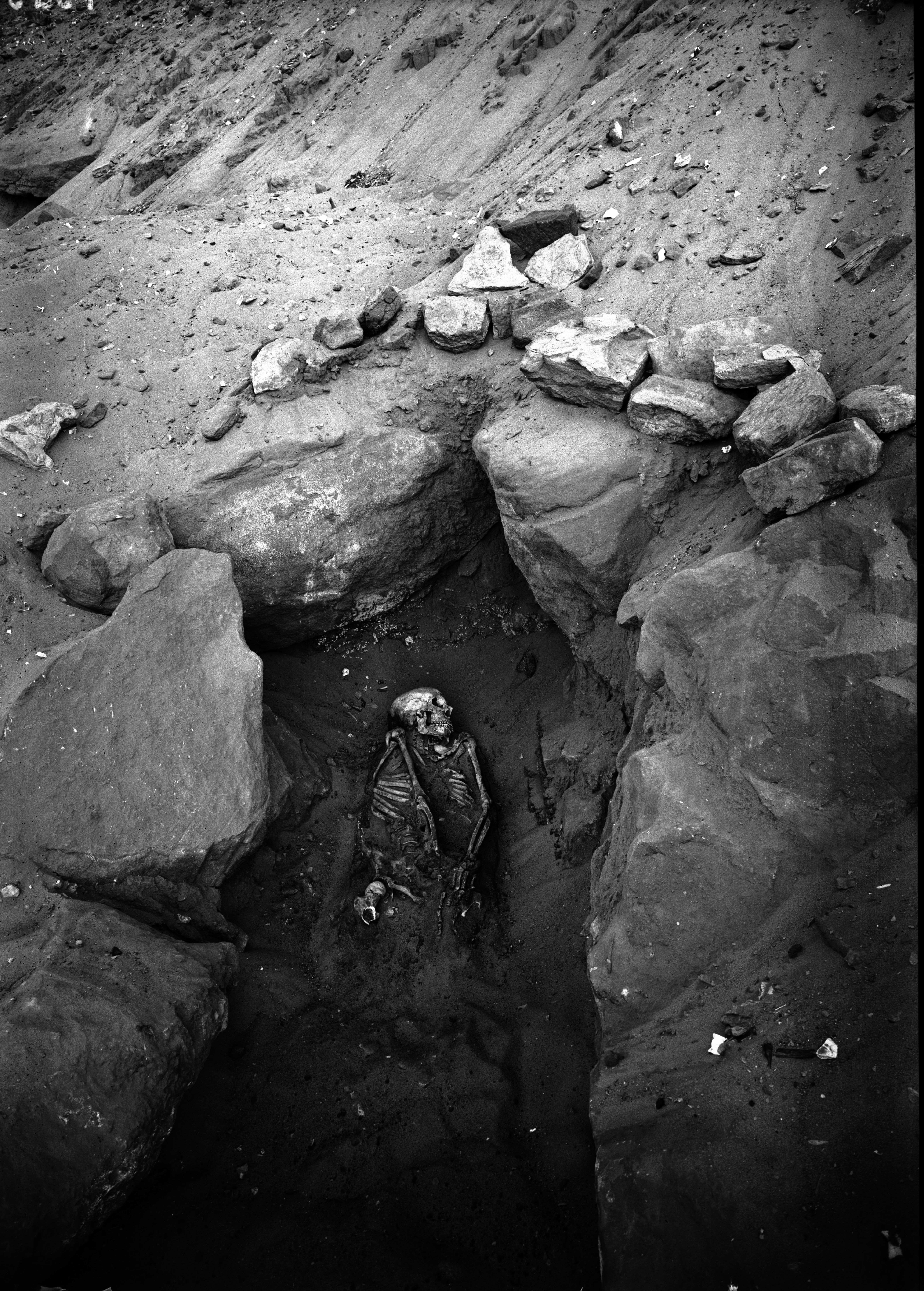
Foto del 1914 di Giovanni Marro del momento del rinvenimento di uno scheletro, circondato da pietre, presumibilmente durante gli scavi nella Qubbet el-Hawa di Ernesto Schiaparelli. Archivio fotografico del Museo Egizio di Torino.

Oltre ad occuparsi della salute dei pazienti ricoverati nella struttura ospedaliera di Collegno, si dedicò anche al loro coinvolgimento in attività creative producendo diversi manufatti, che furono poi collezionati e studiati dallo stesso Marro. Tale produzione, detta "arte paranoica" o "arte dei pazzi", successivamente denominata "art brut", costituì una delle collezioni del Museo di Antropologia ed Etnografia dell'Università di Torino, che fondò nel 1926 con sede dapprima presso Palazzo Carignano e poi presso il Palazzo dell'Ospedale San Giovanni Vecchio.
Si impegnò ad arricchire le collezioni del Museo di Antropologia ed Etnografia di Torino con centinaia di scheletri di antichi egizi provenienti dagli scavi delle missioni archeologiche cui lui stesso partecipò: nel 1911 su invito del professore Ernesto Schiaparelli e dal 1930 al 1935 in propria autonomia.
Allo stesso tempo lavorò all'ordinamento dell'archivio inedito di Bernardino Drovetti: tali documenti furono poi donati all'Accademia delle Scienze di Torino e fanno parte del fondo Drovetti.
Nel 1929 scoprì in Val Camonica un grande complesso di incisioni rupestri su cui pubblicò vari lavori di paletnologia e fece produrre diverse campagne fotografiche, di disegno e copie in gesso da conservare presso il Museo di Antropologia ed Etnografia di Torino.
Fu iniziato in Massoneria nella Loggia Fides  di Rivoli (Torino) e divenne Maestro massone il 29 giugno 1908.

### Controversie
Negli anni del regime fascista pubblicò numerosi contributi a sostegno del concetto di "razza" e sostenne le Leggi razziali fasciste.
Nel 1939 fu chiamato a curare l'esposizione de La Sala della Razza presso la Promotrice delle Belle Arti, al Parco del Valentino di Torino, in occasione della rassegna Torino e l'autarchia.
In seguito alla caduta del regime fascista, fu allontanato dall'Università di Torino per essere infine reintegrato come docente tre anni prima della sua morte.

## Opere
- Arte rupestre zoomorfica in Val Camonica, in Rivista di Antropologia, 29, 1930 pp. 209-243
- Il grandioso monumento paletnologico di Valcamonica, in Atti della Reale Accademia delle Scienze di Torino, LXVII, disp. 1ª e 2ª, Torino, 1932, pp. 413-489
- Le incisioni rupestri delle Alpi Marittime e della Valcamonica, in Rivista di studi liguri, anno 12, 1946, n. 1-3